# 청춘 25시
"청춘 25시"는 한국에서 제작된 이기영 감독의 1973년 영화이다. 신일룡 등이 주연으로 출연하였고 주동진 등이 제작에 참여하였다.

## 출연

### 주연
- 신일룡
- 나오미
- 허장강